# Cyme laeta
Cyme laeta is een nachtvlinder uit de onderfamilie Arctiinae. De wetenschappelijke naam werd voor het eerst in 2021 voor geldig gepubliceerd door de toen 18-jarige Noortje Looijenga tijdens haar stage bij het Naturalis Biodiversity Centre in Leiden. Het wordt gevonden in Nieuw-Guinea. Laeta is Latijn voor blij, verrast, kleurrijk en contrastrijk. Looijenga legt uit: "Dit slaat uiteraard op mijn blijdschap bij het vinden van deze nieuwe soort. Ook is de Cyme laeta iets sterker gekleurd dan de zustersoort Cyme reticulata." Het type-exemplaar was gevangen door Rob de Vos, haar stagebegeleider, tijdens een werkreis. Het was door Looiijenga vastgesteld dat het om een ander dierensoort ging door de geslachtsorganen onder een microscoop te vergelijken.